# Téodor Paul
 (décembre 2020).
Si vous disposez d'ouvrages ou d'articles de référence ou si vous connaissez des sites web de qualité traitant du thème abordé ici, merci de compléter l'article en donnant les références utiles à sa vérifiabilité et en les liant à la section « Notes et références ».
Téodor Paul, né le 22 avril 1987 à Košice, est un handballeur professionnel international slovaque.
Il mesure 1,94 m et pèse 95 kg. Il joue au poste de gardien de but pour le club du Fenix Toulouse Handball depuis la saison 2022-2023.

## Biographie

### Débuts professionnels en Slovaquie
Originaire de Košice, Téodor débuta le handball au sein du club de sa ville natale le 1. MHK Košice. Après avoir effectué les différentes catégories jeunes, il rejoint l'équipe première en 2005. Il y passa alors trois saisons avant de quitter son pays natal.

### Révélation en Hongrie
En 2008, il signa pour le club hongrois du Ferencvárosi TC pour trois saisons. Il prit la direction du Csurgói KK en 2011 où il y resta seulement un an puis de même avec le PLER KC Budapest en 2012. Lors de la saison 2013-2014, il signe au Tatabánya KC pour deux saisons. Il fit deux nouvelles saisons avec le Balmazújváros KK en 2015.

### Découverte de la France
En 2017, il signe au sein du club gardois de l'USAM Nîmes Gard où il devient la doublure de Rémi Desbonnet. 

### Carrière internationale
En 2009, il joue pour la première fois avec la sélection slovaque et il participe au Championnat du monde 2009, terminé à la 10e place. 

## Palmarès
- Deuxième du Championnat de Slovaquie en 2008 (1. MHK Košice)
- Vainqueur du Championnat de Hongrie de D2 en 2009 avec (Ferencvárosi TC)
- Troisième du Championnat de Hongrie en 2011 (avec Ferencvárosi TC) et en 2015 (avec Tatabánya KC)
- Troisième du Championnat de France en 2020
- Finaliste de la Coupe de France en 2018